# Shoah (film)
Shoah är en nio timmar lång dokumentärfilm om Förintelsen gjord av fransmannen Claude Lanzmann. När Lanzmann var färdig med filmen 1985 hade han arbetat med den i över ett decennium. Filmens namn Shoah är det hebreiska ordet för Förintelsen. Lanzmanns film är en av de viktigaste dokumentärer som gjorts om Förintelsen och en klassiker inom dokumentärfilmens historia.

## Om filmen
Filmen Shoah är en noggrann genomgång av vad Förintelsen innebar och innebär. Den baseras på intervjuer med offer, motståndsmän, förövare och åskådare. Intervjuerna varvas med filmsekvenser från koncentrationsläger, byar och städer  från 1970- och 80-talen då filmen spelades in. Inget arkivmaterial med gamla filmer från Nazityskland används. Filmen är inte uppbyggd som en rak berättelse utan rör sig framåt och tillbaka och går i cirklar. Lanzmann själv kallade sin film en symfoni.

## Medverkande i urval
- Abraham Bomba, f.d. lägerfånge i Treblinka.
- Gertrude Schneider, överlevande från Warszawas getto
- Paula Biren, överlevande från Łódź getto
- Rudolf Vrba, som lyckades fly från Auschwitz
- Jan Karski, polsk motståndsman
- Henrik Gawkowsky, polsk lokförare
- Invånare i polska byar vid Treblinka, Sobibór och Chełmno
- Walter Stier, tjänsteman vid tyska järnvägen
- Josef Oberhauser, SS-Obersturmführer, som deltog i Aktion T4 och Operation Reinhard
- Franz Schalling, Ordnungspolizei, SS-Scharführer stationerad i Chelmno
- Franz Suchomel, SS-Unterscharführer i Treblinka
- Raul Hilberg, amerikansk historiker

## Kritik
Filmen fick ett mycket positivt mottagande när den hade premiär 1985 men viss negativ kritik förekom. Många menade att filmen framställer polacker i en oförtjänt dålig dager; att även den polska befolkningen utsattes för ett hårt förtryck av nazisterna framgår inte. Den större kontext som förföljelsen och förintelsen av judar ingick i beskrivs aldrig i filmen.
Trots denna kritik, framförallt från polsk sida, ansåg den polske påven Johannes Paulus II att filmen är stor och viktig. ”Han (Lanzmann) ville hjälpa det mänskliga samvetet att aldrig glömma, att aldrig vänja sig vid rasismens perversitet och dess monstruösa kapacitet till förstörelse” sade han vid en visning av filmen.

## Oanvänt material blir nya filmer

### Le rapport Karski/The Karski Report
25 år efter premiären av Shoah bestämde sig Lanzmann för att sammanställa en film av det oanvända materialet från intervjun med Jan Karski som gjordes 1978 under inspelningen av Shoah.  Den polske motståndsmannen Karski hade 1943 sänts till USA av den Polska exilregeringen och judiska ledare i Warszawa för att informera om situationen i Polen. I den nya filmen, The Karski Report, ingår den opublicerade delen av intervjun där Karski utförligt berättar om sina möten med högt uppsatta personer i Washington och om den skepsis de visade inför hans rapport om den pågående förintelsen av judar i Polen. Filmen, som är 48 minuter lång, hade premiär i fransk TV 2010.

### Le dernier des injustes/The Last of the Unjust
Under inspelningen av Shoah intervjuade Lanzmann före detta ordföranden i Juderådet i Theresienstadts getto, Benjamin Murmelstein (1905-1989). Murmelstein var den ende ordföranden i de av nazisterna inrättade Juderåden som överlevde Förintelsen. Ingenting av det flera timmar långa samtalet mellan Lanzmann och Murmelstein användes i Shoah. Först 2012 redigerade Lanzmann materialet och presenterade filmen med Benjamin Murmelstein vid Cannesfestivalen 2013. Filmen är över tre och en halv timme lång och berör den plågsamma och kontroversiella position mellan gettoinvånarna och nazisterna som Juderåden hade.